# アレクサンダー・バークマン

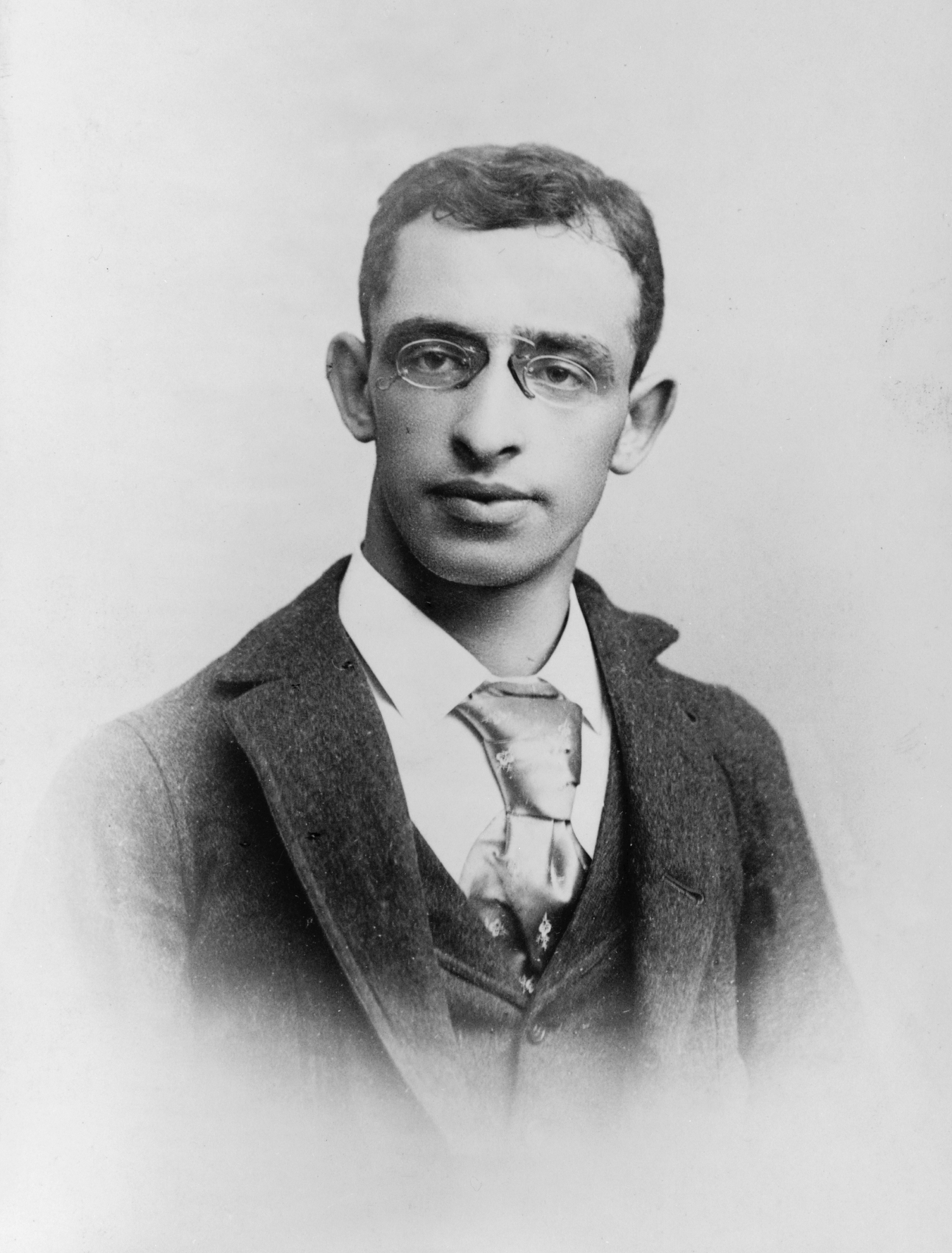
アレクサンダー・バークマン

アレクサンダー・バークマンまたはアレクサンドル・ベルクマン（Alexander Berkman, 1870年11月21日 - 1936年6月28日）とは、その政治的な行動や著作で知られる無政府主義者。20世紀はじめのアナキズムにおける指導者の一人。

## 概要
リトアニアの首都ヴィリニュスでユダヤ人として生まれた。1888年にアメリカのニューヨークへ移住し、そこで無政府主義運動に身を投じる。彼は同じくアナキストのエマ・ゴールドマンの恋人であり、終生の友だった。
1892年、バークマンは「遂行のプロパガンダ」の一環としてヘンリー・クレイ・フリックの暗殺を試みる。結果は失敗であり、バークマンは刑務所で14年間を過ごすことになった。そこでの体験は彼の処女作である「あるアナキストによる刑務所の回想」にまとめられた。
出所後のバークマンはゴールドマンの雑誌「母なる地球」の編集者となり、自身も「発破」という雑誌を発行した。
1917年、バークマンとゴールドマンは徴兵制に対する反対工作が咎められ、懲役2年を言い渡された。出所後、再び二人は他の何百という人々とともに逮捕され、ロシアに国外退去をさせられた。初めはボリシェビキによる革命に好意的だったバークマンだったが、すぐにソヴィエトの暴力と自由な声の抑圧に対して反対する声明をだした。1925年、「ボリシェヴィキの神話」を出版している。
フランスで生活しながら、バークマンはアナキズムの原則に古典的な解説をくわえた文章「アナキズムのABC」を発表し、アナキズム運動を支援する活動を続けた。
病に苦しみ、1936年6月28日、拳銃により自ら命を絶つ。

## 経歴

### 少年時代
出生名はオフセイ・オシポヴィチ・ベルクマン（ロシア語: Овсей Осипович Беркман）で、当時はロシア帝国の一部だったリトアニアの裕福なユダヤ人の家庭に生まれた四人兄弟の末子である。バークマンはペテルブルクで育ち、よりロシアらしい名前としてアレクサンドルを使うようになった。友人達からはサーシャと呼ばれていた。
バークマンの家族は、使用人や別荘をもった豊かな暮らしを送っていた。バークマンはギムナジウムに通い、そこで古典的な教育を受けた。当時からロシアの首都圏の労働者たちに広がっていたラディカリズムに影響を受けている。1881年、アレクサンドル2世が爆弾によって暗殺された。その衝撃の余波でバークマンの通う学校の授業がとりやめになった。その日の午後、彼の両親たちが抑えた口調で言葉を交わす一方で、バークマンはナロードニキであった「マクシムおじさん」ことマーク・ナタンソンから暗殺とは何かを学習していたのだった。
父は厳しい顔で非難するように母を見つめていた。マクシムはいつもと違って静かだったが、その表情は晴れやかで、眼には見たこともない輝きがあった。その夜、広い寝室で一人ベッドに横たわる私のところへ彼が飛びこんできて、膝をつくと私を抱きかかえてキスし、泣き喚いてからまた私にキスをしてきた。彼の取り乱しようには驚かされた。「どうしたのさ、マクシムおじちゃん？」私はゆっくりと息を吐いた。彼は部屋中を駆け回り、私にキスをしてはブツブツと何かを口にしていた。「すばらしい、すばらしい！勝利だ！」
すすり泣きながらも、彼は厳粛な面持ちでこのことは秘密にするよう私に約束させ、ミステリアスな、そして畏敬の念を呼ぶような言葉をささやいた。「人民の意志！専制を倒し、自由なロシアを」
バークマンが15歳のときに父親が亡くなり、母親も翌年息を引き取った。1888年2月、バークマンはアメリカへと発った。

### ニューヨークで
ヘイマーケット事件（1886年）で有罪となった男の釈放を訴えるキャンペーンを組織していたグループとの関係を通じて、バークマンはアナーキストとなる。ニューヨークに着いてすぐのことだった。当時アメリカで最も有名だったアナキストであるヨハン・モストの影響を受けるまで時間はかからなかった。ヨハン・モストは「遂行のプロパガンダ」というテロ行為、あるいは大衆を反逆に導くための暴力の提唱者だった。バークマンはヨハン・モストの新聞「自由」のタイプライターとなる。
バークマンはニューヨークで自分と同じくロシアからの移民であるエマ・ゴールドマンと出会い、恋におちた。すぐに彼らは自分達のいとこや友人とともに共同生活を始めている。困難に満ちた人生だったが、バークマンとゴールドマンは何十年ものあいだ固い絆で結ばれ、平等な個人というアナキズムの原理と責任によってひとつだったのだ。
バークマンは次第にヨハン・モストと疎遠になり、別の雑誌「自治」と関わっていく。しかし、革命的を鼓舞するための手段としての暴力的な行動という方針に身を委ねることをやめはしなかった。

### 襲撃
バークマンとエマ・ゴールドマンが初めて政治的な行動を起こす機会を見出したのが、ペンシルベニア州ホームステッド工場でのストライキ事件だった。1892年6月、カーネギー鉄鋼会社と「鉄鋼労働者合同組合」の交渉が決裂すると、ホームステッドにある工場の労働者たちは、ロックアウトされた。工場長だったヘンリー・クレイ・フリックはピンカートン警備会社から警備員300人を雇って武装させ、組合のピケを突破させた。ピンカートン社の警備員は6月6日、工場を襲って銃撃戦を繰り広げた。12時間にもおよぶ戦闘で労働者側に9人、警備員側に7人の死者がでた。
この事件ではアメリカ中の新聞が組合の労働者を擁護した。バークマンとエマ・ゴールドマンはフリックを暗殺することを決意する。バークマンは暗殺こそが労働者階級を団結させ、資本主義社会への反逆に導くと信じていたのだ。バークマンの計画では、フリックを暗殺した後で自殺することになっていた。ゴールドマンの役割はその自殺の後でバークマンの動機を説明することだった。バークマンははじめ爆弾の自作を試みたが、それに失敗すると、ピッツバーグで拳銃1丁とりっぱな背広を購入した。7月23日、バークマンは拳銃を手にフリックの事務所を訪れた。そのままフリックに3度発砲し、それから掴みかかって蹴りつけた。フリックの助けを聞きつけてやってきた労働者たちに殴りつけられ、バークマンは失神した。そして彼は殺人未遂により懲役22年を言い渡されたのだった。悪いことに、バークマンの「襲撃」は大衆を立ち上がらせることにも失敗したのだった。労働者とアナキストたちは共にその行為を非難した。
バークマンは14年を刑務所で過ごし、1906年5月18日に出所した。エマ・ゴールドマンとはデトロイト駅のプラットフォームで再開したが、そのやせこけた姿は彼女を「恐怖と憐憫のとりこ」にした。刑務所にいる間、バークマンはアメリカびいきにこそなったが、一人の自由な男として人生をやり直すことには素直でなかった。不安とストレスから、彼は自殺を考えてクリーブランド (オハイオ州)|クリーヴランドで拳銃を購入した。しかしニューヨークへ戻った彼は、そこでゴールドマンや他の運動家たちがレオン・チョルゴスについてのミーティングの場で逮捕されたことを知った。この「集会の自由」の侵害をうけてバークマンは復活を宣言し、仲間の解放を目指して動きはじめた。
すぐにバークマンはアメリカにおけるアナキストのリーダー格の一人としてエマ・ゴールドマンらと肩を並べるようになった。ゴールドマンの勧めもあって、彼は刑務所にいた頃のことを「あるアナキストによる刑務所の回想」としてまとめた。執筆することで、囚人になったという経験から救われたとバークマンは語っている。

### 母なる地球とフェラー・センター
1907年から15年まで、バークマンはエマ・ゴールドマンの「母なる地球」の編集者をしていた。彼の運営のもと、この雑誌はアメリカでも指折りのアナキスト向け刊行物となった。雑誌編集はバークマンにとって自分に活力を与えてくれる仕事だった。エマ・ゴールドマンとの関係は停滞していたが、当時の彼はベッキー・エデルソンという15歳のアナキストと浮気をしていた。
1910年、11年にかけてニューヨークに設立されたフェラー・センターを支援し、バークマン自身も講師の一人として活動した。フェラー・センターはスペイン人アナキストのフランシスコ・フェラーにちなんで名づけられた。生徒たちに自主的な思考を促すための学校でもあったが、フェラー・センターは成人たちのコミュニティの場でもあった。

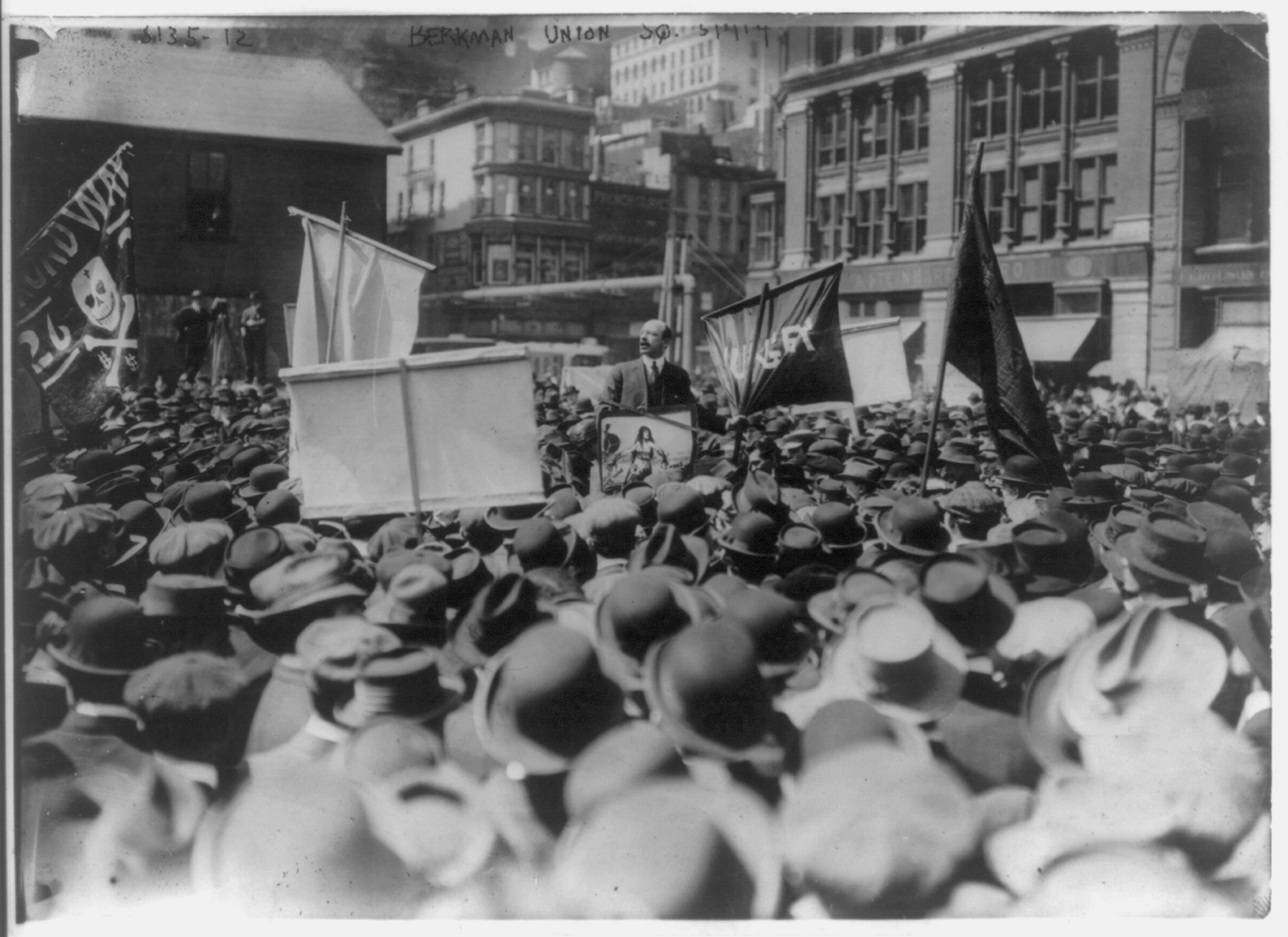
メーデーで演説するバークマン（1914年）

### ラドローの虐殺とレキシントン通りの爆発
1913年9月、コロラド州ラドローの鉱夫たちがストライキを呼びかけた。しかし彼らの親会社は、ロックフェラー家がオーナーである、当時最も規模の大きい鉱山会社だった。1914年4月20日、警備員たちがストライキをしていた鉱夫たちやその家族の住むテントを襲撃し、26人の死者が出る。
ストライキ中、バークマンは鉱夫たちの支持を得てニューヨークでデモを行った。5月と6月には他のアナキストたちとともにジョン・ロックフェラーjrへの複数の抗議デモを主導した。抗議活動はしだいにニューヨーク中心地からロックフェラー家のお膝元であるテリータウンへと広がる一方で、相当な数のアナキストが暴行を受け、逮捕、監禁された。テリータウンで示された警察の強硬な姿勢は、フェラー・センターに集うアナキストたちによる爆破計画へとつながった。7月、バークマンの仲間3人がダイナマイトを調達し、やはり彼に同調していたルイーズ・バーガーの住むアパートに投げ込んだ。彼らによれば、バークマンが指導的な立場にあり、グループ内で最も年長であり経験もあったという。後にバークマンは計画への関与を否定している。
7月4日9時、ルイーズがエマ・ゴールドマンの事務所に出かけた。その15分後、大爆発が起こる。爆弾が早発し、ルイーズの住む6階立てのアパートが震え、3階から先は大破した。ダイナマイトを仕掛けた3人は全員死亡し、もう1人の女性が亡くなった。彼女は明らかにこの事件の共謀者ではなかった。バークマンは亡くなった人間の葬儀を手配している。

### 「発破」とムーニー事件
1915年、バークマンはニューヨークを離れ、カリフォルニア州へ向った。翌年、サンフランシスコで彼はアナーキスト誌「発破」の出版を始めた。18ヶ月しか発行されなかったものの、「発破」は「母なる地球」に次いでアメリカのアナキスト達に大きな影響を与えたと考えられている。
1916年7月22日、10人を殺害し40人に重傷を負わせた爆弾事件が起こる。警察はバークマンが首謀者だと考えていたが、証拠はなかった。最終的に、トーマス・ムーニーとウォーレン・ビリングスが犯人だとされた。しかし、二人ともバークマンと関係を持っておらず、その釈放を求めて大規模な運動が起こった。ムーニーは死刑、ビリングスは終身刑を言い渡されている。バークマンはロシア人のアナキストにアピールするため、ロシア革命の最中にあったペテルブルクのアメリカ大使館へのデモを組織した。アメリカやヨーロッパなどでも抗議デモは行われた。ウィルソン大統領がカリフォルニア州知事にムーニーの減刑を求め、州知事はそれに応じた。曰く、「（ムーニーの件での）バークマンによって書かれた筋書きは世界に通用するほどよくできていた」。

### 第一次世界大戦
アメリカの参戦は1917年。議会は選抜徴兵法（Selective Service Act of 1917）を可決し、徴兵制度によって登録された21歳から30歳までの全成人男性をその対象とした。バークマンはニューヨークへと戻り、エマ・ゴールドマンと「反徴兵連盟」を組織、「我々は徴兵に反対する。なぜなら我々は国際共産主義者であり反軍国主義者だからであり、資本主義国家によって行われるあらゆる戦争にも反対する」という声明を発表した。この組織は反徴兵運動の最前線に立ち、ニューヨーク以外にも支部が誕生した。しばらくして「反徴兵連盟」は公然と集会を開くのではなく、パンフレットをばら撒くことが中心的な活動になる。彼らの徴兵制に登録しない若者を求める集会を警察が妨害するようになったからだ。

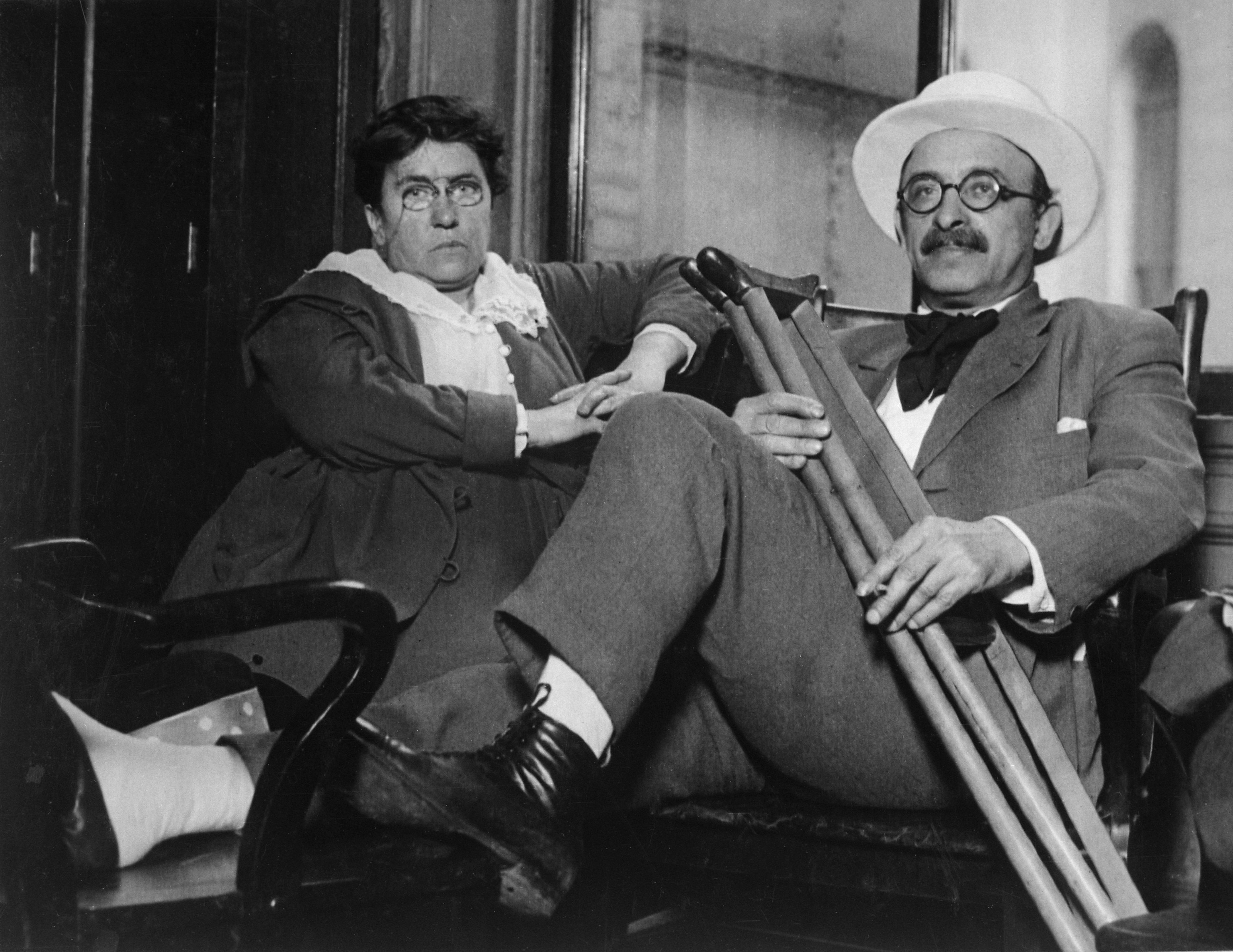
バークマンとエマ・ゴールドマン（1917年）

1917年6月15日、バークマンとゴールドマンは事務所にいる所を逮捕された。警察は「アナキストの名簿や宣伝材料の山」も押収していった。二人はスパイ防止法（Espionage Act of 1917）違反として起訴される。「徴兵制への不登録を共謀して誘導した」ものとされた。保釈金は一人につき25000ドルだった。
バークマンとゴールドマンは公判中、合衆国憲法修正第1条を引き合いに出して自分たちを弁護した。本国で自由な言論を抑圧して、どうしてヨーロッパで「自由と民主主義」のために戦うという主張ができるのかと訊ねたのである。
ヨーロッパに自由をもたらそうとしながら、ここには自由がない。ドイツで民主主義のために戦いながら、いまここニューヨークでは民主主義を抑圧している。それがアメリカだと世界に宣言するのですか？この国における自由な言論をはじめ自由そのものを抑圧しておいて、5000マイルの彼方で戦うほど自由を愛しているとまだ偽るのですか？
陪審の評決は有罪であり、裁判官は最も重い判決を下した。懲役2年、罰金1万ドル、釈放後は国外追放を検討するというものだった。バークマンはアトランタ連邦刑務所で刑に服した。他の囚人から暴行を受けたためそのうち7カ月は独居房に入っていた。1919年10月1日に釈放されたバークマンは「やつれ、青ざめて」いたとエマ・ゴールドマンはいう。21カ月間のアトランタでの生活はバークマンにとってペンシルベニヤでの14年間よりもはるかに苦しいものだった。

### ロシア
バークマンたちが釈放されたのは、アメリカで最初の「赤の恐怖」が絶頂のときだった。ボリシェヴィキによる1917年のロシア革命は、戦争への不安と相俟って反急進主義、反外国感情の風潮を生み出していたのだ。ジョン・フーヴァーとアレクサンダー・パーマーのもとアメリカ司法省一般情報部は、「パーマー・レイド」として知られる左翼狩りをはじめた。彼らを刑務所に送り込んだフーヴァーはこう述べている。
エマ・ゴールドマンとアレクサンダー・バークマンは、疑いようもなくわが国で最も危険なアナキストだ。もし社会への復帰を許せば、甚だしい害をもたらすだろう。1918年のアナキスト排除法のもと、政府はバークマンへは二度と合衆国市民権を適用しない。ゴールドマンやそのほか200人以上の人間も同様だ。ロシアへ追放する。

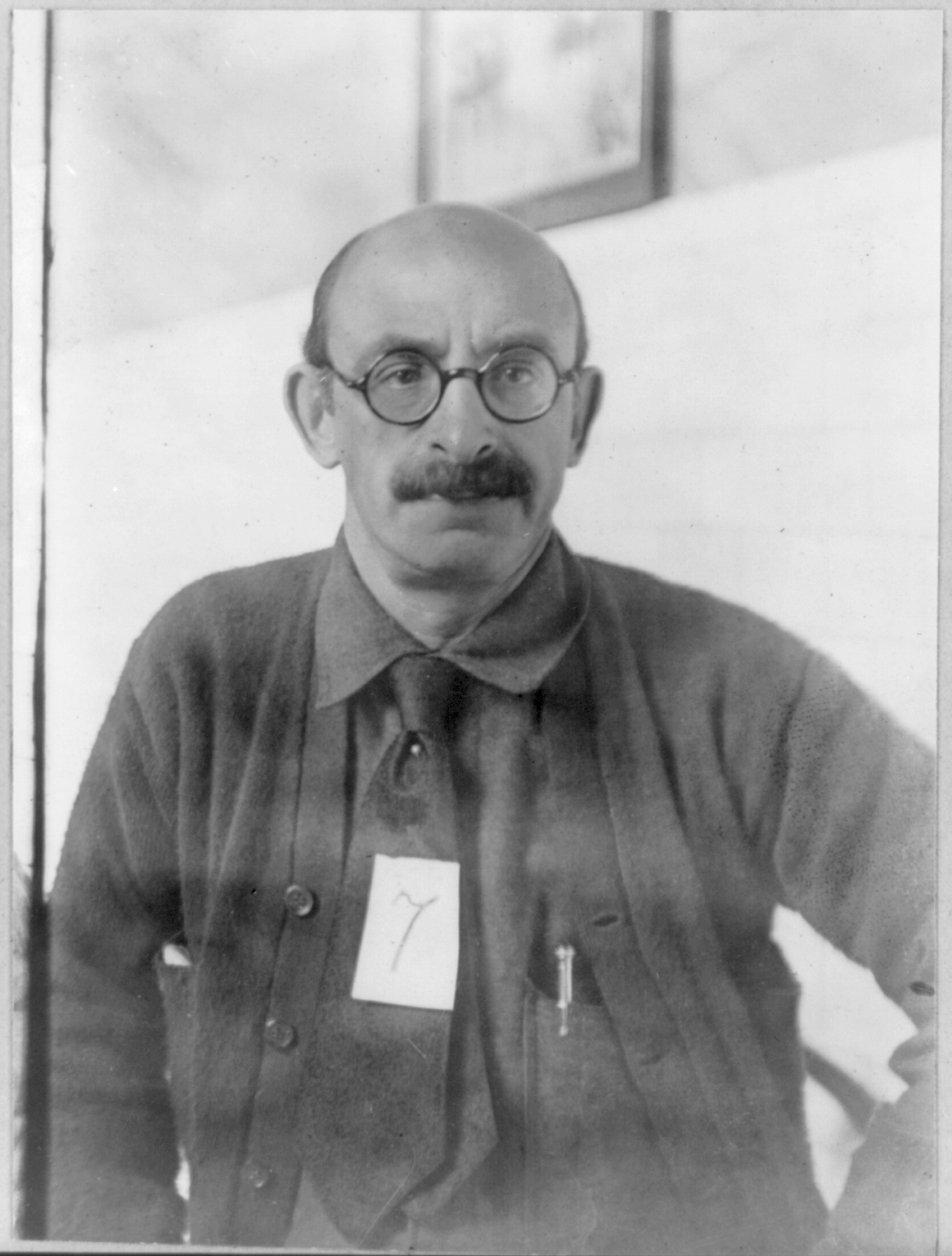
1ロシア追放の前夜

シカゴでの最後の晩餐の席上、バークマンとエマ・ゴールドマンは、25年以上前に自分たちが殺そうとしたヘンリー・クレイ・フリックが死んだというニュースを知った。記者からコメントを求められたバークマンはフリックは「神に追放された」と述べている。
はじめバークマンのボリシェヴィキに対する反応は熱狂的なものだった。彼らによる政変を初めて知ったときのバークマンは、「私の人生で最良のときだ」と叫び、ボリシェヴィキが「人間の魂が求める最も根源的な欲求の現れだ」と書いている。ロシアに到着したバークマンのなかには情熱がたぎっていた。彼は14年間の懲役から解放されたとき以上の「私の人生で最も崇高なときだ」と表現している。
バークマンとエマ・ゴールドマンはロシア中を旅し、1920年の大半を革命博物館建設のための資料を収集して過ごした。しかし二人が全国をまわって発見したのは、抑圧と腐敗だった。そこには彼らが夢見ていた平等や労働者の啓蒙はなかった。政府に疑問をもつ者は「反革命」的な悪鬼とみなされ、労働者たちは過酷な環境にあった。彼らが面会したウラジーミル・レーニンは政府が報道の自由を制限することを正当化して言った。
革命が危機を脱したならば、自由な発言という甘えも許される。
1921年3月、ペトログラードでストライキが起こる。労働者たちが良質の配給食糧とさらなる組合の自治を求めたのだ。バークマンとゴールドマンはストを支持している。「いま沈黙を守ることは、不可能であり犯罪的でさえある」。不穏な状況がペトログラード西の軍港まで広がり、トロツキーは軍隊の出動を要請した。このクロンシュタットの反乱では600人以上の水夫が殺され、2000人以上が逮捕された。ソ連軍兵士も500から1500人が亡くなった。こうして鎮圧された蜂起をみたバークマンとゴールドマンは、もはやこの国には自分たちにとっての未来はないと考えた。
1921年11月、バークマンたちはロシアを離れてベルリンに移り、数年を過ごした。ほぼロシアを出た直後から、バークマンはロシア革命についての小論を書き始めた。「ロシアの悲劇」、「ロシア革命と共産党」、「クロンシュタットの反乱」は1922年夏に出版された。
バークマンはロシアでの経験を本にまとめるつもりだったが、彼が集めた資料を使ってエマ・ゴールドマンも同じような本を書いたためそれを手伝い、彼自身の本はしばらく出版が延びた。ゴールドマンの「ロシアでの私の2年間」は1922年12月に完成し、彼女がつけていないタイトルがつけられ、「ロシアでの私の失望」、「ロシアでのさらなる私の失望」として2冊の本になって出版された。バークマンは1923年に「ボリシェヴィキの神話」を書き、1925年に出版した。

### 死
バークマンは1925年、フランスへ行く。そこで彼は年老いたアナキストたちのための基金をつくった。またソ連で収監されているアナキストのために戦いを続け、「ロシアの刑務所からの手紙」として彼らの迫害について詳細に記述した。
1926年、ニューヨークのユダヤ人アナキスト連合に一般市民へ向けたアナキズムを紹介する文章を依頼される。ニューヨークのアナキストたちは平易な言葉でアナキズムの原理を示すことで、読者が運動を支援する流れが生まれることを期待していた。少なくとも一般市民からみたアナキズムやアナキストのイメージが向上するだろうと考えたのである。バークマンは「アナーキズムのABC」を書いて1929年に出版し、その後何度も再版をかけた。アナキストに詳しい歴史家のポール・アヴリッチによれば同書は「共産主義的アナキズムを最も簡明に説明した本」である。
彼は晩年の生活が不安定な時期には編集や翻訳をして糊口をしのいだ。1930年、健康がすぐれなくなる。前立腺の状態が悪化し、1936年の初めに2度手術を受けたがあまり成功しなかった。断続的に痛みを感じるようになり、経済的にもエミー・エクスタインら友人達の支援に頼っていたバークマンは、自殺を決意する。1936年6月28日午前、病による痛みに耐え切れず、拳銃を自らに向けて発砲したが失敗する。弾丸は脊柱に撃ち込まれ、彼は意識を失った。エマ・ゴールドマンは彼のいるニースに急いだ。午後には昏睡状態に陥り、夜10時に息を引き取った。
近代の歴史に残る最もわかりやすいアナルコサンディカリスムの例であるスペイン内戦が始まる一週間前のことだった。1937年7月、ゴールドマンはこう書いている。彼の生き方からして、スペインでのアナキズムの実践の場にあったならば「（バークマンは）若返り、新たな力と希望を与えられたことだろう。ただもう少しのあいだ生きてさえいれば！」

## 邦訳
- 『アナーキズムのABC』全2巻、久田俊夫訳、杉山書店、1981年
- 『ボリシェヴィキの神話』岡田丈夫訳、太平出版社、1972年
- 『監獄の回想』小田透訳、ぱる出版、2020年。ISBN 978-4827211160